# Vseslovenski protesti upokojencev
Vseslovenski protesti upokojencev so protesti, ki jih v Ljubljani organizira iniciativa Glas upokojencev Slovenije, katere pobudnik je Pavel Rupar. Osrednja zahteva protestnikov so višje pokojnine. Prvi protest je potekal 1. februarja 2023.

### Sporna poraba denarja
Društvo 1. oktober, ki sloni na prostovoljnih prispevkih nezadovoljnih upokojencev, naj bi predsedniku Pavlu Ruparju v zgolj dveh mesecih izplačalo skoraj tisoč evrov potnih stroškov, podobno tudi podpredsedniku Andreju Peterletu in članu izvršnega odbora Rajku Perčiču. "Če preračunamo, koliko delavec dobi povrnjeno za en kilometer vožnje (0,17 evra), so za ta denar prevozili 16.735 kilometrov," so ob objavi dokumentov zapisali nekdanji člani društva, ki že nekaj časa opozarjajo na finančne nepravilnosi v društvu, iz katerega so jih oktobra izključili. 

## Pregled
Proteste organizira Civilna iniciativa Glas upokojencev, katere pobudnik je Pavel Rupar, nekdanji poslanec Slovenske demokratske stranke in bivši župan Tržiča. Po prvem protestu je Rupar napovedal ustanovitev društva Inštitut 1. oktober, namenjen »izključno borbi za pokojnine«; društvo je bilo nato soorganizator drugega protesta upokojencev. Po navedbah analize Dela iniciativa Glas upokojencev predstavlja civilnodružbeno transmisijo stranke SDS, prek katere stranka posredno nagovarja upokojence in izvaja mobilizacijo zoper vlado Roberta Goloba.
Rupar je maja 2021 v kolumni napovedal shode v podporo tedanjemu predsedniku vlade Janezu Janši in njegovi vladi ter proti tedanji politični opoziciji v odziv takratnim protivladnim protestom, ki jih je Rupar v besedilu med drugim označil za »zblojen[o] proletarsk[o] hord[o]« in »nahujskane in nevarne lenuhe in levičarje« željne gole oblasti. Rupar je po državnozborskih volitvah leta 2022 na svojem Facebook profilu izrazil globoko razočaranje nad izidom volitev in slovenski narod označil za zmešan, predan »Satanizmu in sovraštvu«, »povsem zblojen [...] "glup kot točak" ali pa zgolj pokvarjen do amena«, ker na volitvah ni nagradil dela Janševe vlade in podelil novega mandata Janezu Janši, žalil in zaničeval politične nasprotnike, na koncu zapisa pa napovedal boj proti svojim političnim nasprotnikom: »Zdaj se žačne naše kolesarjenje, zdaj se začne nova bitka v vojni zoper Satanistični komunistično liberalni del Slovenije, ZDAJ SE BO ZAČELA ODLOČILNA BITKA BITI ALI NE BITI!!« Rupar je objavo opremil s fotografijo, ki prikazuje njega in Janeza Janšo ob Aljaževem stolpu.

## Potek

### Prvi protest
Prvi vseslovenski protest upokojencev je potekal 1. februarja 2023.  Protestnikov je bilo več tisoč. Udeleženci so nosili transparente z zahtevami vladi in kritikami vlade, nekateri so na transparentih izražali tudi podporo Janezu Janši. Protesta se je udeležilo tudi več vidnih predstavnikov SDS. Zbrane je nagovoril Pavel Rupar. Protestne zahteve so bile  višje pokojnine ter plačilo dodatnega zdravstvenega zavarovanja in prispevka za RTV iz državnega proračuna.

### Drugi protest
Drugi vseslovenski protest upokojencev je potekal 1. marca 2023. Udeležencev je bilo več tisoč (po neuradnih informacijah po ocenah policije 7.000), protestniki so skoraj v celoti zapolnili Trg republike. Drugi protest je bil bolje organiziran kot prvi, zagotovljeno je bilo ozvočenje in redarska služba. Udeleženci so nosili številne slovenske zastave, zbrane je zabavala narodnozabavna glasba, shod je bil otvorjen s petjem Zdravljice.
Vidni so bili transparenti kritični do aktualne vlade. Med protestniki so bili tudi proti-protestniki, ki so protest s transparenti označevali za zlorabo upokojencev in na transparentih opozarjali na razmere na Radioteleviziji Slovenija; med protestniki in proti-protestniki je prišlo do prepirov, ko so nekateri protestniki proti-protestnikom poskušali iz rok iztrgati transparente, zaradi česar je posredovala policija.
Rupar je v nagovoru zbranim dejal, da njihov namen ni rušiti vlado in da nasprotujejo političnim delitvam.
Avtobusni prevoz na protest
Protestniki so iz različnih krajev na protest prišli tudi z organiziranimi avtobusnimi prevozi. Predsednica velenjske SDS je na Facebooku v povabilu na protest priložila tudi podatke o (plačljivem) avtobusnemu prevozu na protest iz Velenja. Revija Reporter je na podlagi objave navedla, da stranka SDS sodeluje pri organizaciji protestov in da stranka takšne prevoze verjetno organizira tudi iz drugih mest.
Prenašanje shoda na TV Slovenije
Protest je bil prvi shod v zgodovini, ki ga je na 1. programu neposredno prenašala Televizija Slovenije. Urbanija je odločitev pojasnil z besedami, da če shoda ne bi prenašali, bi to predstavljalo cenzuro. V odziv so v organizaciji Mladi za podnebno pravičnost RTV pozvali k prenašanju tudi njihovega shoda »Podnebni štrajk«, saj da bodo nasprotno razumeli kot »neenako, diskriminatorno in politično motivirano obravnavo«; RTV se je nato odločila prenašati tudi njihov shod, a na 3. namesto 1. programu. Na RTV so nato obrazložili, da bodo v skladu z zmožnostmi v prihodnje neposredno prenašali vse pomembnejše javne shode in proteste, če bodo ti vnaprej prijavljeni in organizirani v skladu z veljavno zakonodajo. Teden kasneje je k neposrednemu prenosu shoda na TVS pozvalo še društvo Iskra za svoj feministični protest, a ga je RTV prenašala le prek spleta.

### Tretji protest
Napoved protesta
Rupar je tretji protest napovedal za 31. marec, a napovedal, da bo šlo tokrat za vseslovenski protest državljanov Slovenije, na katerem bodo pozivali tako k poštenim pokojninam kot poštenim plačam vseh zaposlenih, rekoč »čas je, da se osvobodimo svobode«. Za tretji protest so v Glasu upokojencev in Inštitutu 1. oktober napovedali shod po Ljubljani (ki naj nebi motil prometa). Rupar je kot sporne izpostavil obdavčitev nepremičnin in "neverodostojne izjave predsednika vlade" ter zahteval odstop vlade.
Grozilno sporočilo
Rupar je na tiskovni konferenci, na kateri sta iniciativa Glas upokojencev in Inštitut 1. oktober napovedala tretji protestni shod, razkril, da je prejel grozilno sporočilo z naboji - kasneje je v odzivu na medijsko vprašanje pojasnil, da ni prejel pisma, temveč je šlo za videoposnetek, ki je krožil na družbenih omrežjih, na katerem so bili razvidni šterje naboji, na katerih so bili poleg Ruparjevega priimka zapisani še priimki (politikov SDS) Janša, Grims in Hojs. Na posnetku je slišati tudi grozilna sporočila v srbohrvaščini.

### Četrti protest
Četrti shod je potekal v sredo, 3. maja. Upokojenci so se ustavili pred predsedniško palačo in zapeli podoknico predsednici države Nataši Pirc Musar; pot so nadaljevali pred sedež Vlade in zapeli podoknico še premierju Robertu Golobu.

### Peti protest
Zadnji shod pred poletjem se je odvil v sredo, 31. maja, bil pa že peti po vrsti. Tokrat se je del protestnikov zbral pred stavbo RTV Slovenija. Po poročanju tega medija naj bi bili nekateri udeleženci protesta do zaposlenih nasilni in žaljivi.

### Šesti protest
Konec junija 2023 je skupina približno 60 upokojencev, ki jih je vodil Rupar, obiskala Bruselj. Tam so na manjšem shodu z nagovorom Ruparja med drugim opozorili na nepravično obravnavo slovenske oblasti do določenih civilnih združenj ter na diskreditacijo protestnih shodov v Sloveniji. Sprejela sta jih evroposlanca Milan Zver in Romana Tomc.

### Sedmi protest
Sedmi shod se je odvil v sredo, 6. septembra 2023. Tokrat je zbrane med drugim nagovorila tudi Tina Bregant, nekdanja sekretarka na Ministrstvu za zdravje, sicer kandidatka za poslanko in kasneje ljubljansko županjo pri SLS. Na shodu so zbirali sredstva za nakup pralnih strojev za prizadete v avgustovskih poplavah.

### Osmi protest
Osmi shod je potekal v sredo, 18. oktobra. Tokrat je potekal drugače, protestniki so se sprehodili tudi mimo sedeža vlade in se nekaj časa zadržali tam z vzkliki in pozivi premierju Golobu k odstopu. Nato so se vrnili na Trg republike in tam med drugim glasovali o ustanovitvi upokojenske stranke. Večina je z dvigom rok novo stranko podprla.

### Deveti protest
Deveti shod je potekal 1. decembra 2023. Najprej so zbrani odšli na pohod po ulicah in se ustavili tudi pred sedežem vlade, kjer so z vzkliki in transparenti zahtevali njen odhod. Nato so se vrnili na Trg republike, kjer je bila osrednja govornica tokrat zdravnica Tina Bregant.

### Deseti protest
Deseti shod se je odvil 16. februarja 2024. Na Trgu republike je Rupar opozoril na predlog zakona o izrednem zvišanju pokojnin, ki ga je v DZ s podpisi volivcev vložila civilna iniciativa Glas upokojencev.

### Enajsti protest
Enajsti shod je nato potekal 25. aprila, na njem pa so napovedali, da stranka Glas upokojencev na evropskih volitvah 2024 podpira Zalo Tomašič z liste SDS. Organizatorji so zbrane pozvali, naj se v čim večjem številu udeležijo junijskih evropskih volitev in k temu spodbudijo tudi svoje otroke.

### Dvanajsti protest
Na dvanajstem shodu dne 31. maja 2024 so vnovič izrekli podporo Zali Tomašič, ki je imela zopet nagovor, prav tako so pozvali udeležence protesta, naj na referendumu o prostovoljnem končanju življenja glasujejo proti.

### Štirinajsti protest
Štirinajsti shod je potekal na mednarodni dan starejših, 1. oktobra 2024. Začel se je pred stavbo RTV Slovenija in se po sprehodu čez ulice nadaljeval na Trgu republike, kjer sta imela poleg Ruparja nagovor voditelj in politični analitik Aljuš Pertinač ter zdravnik Federico Potočnik. Rupar je bil v govoru kritičen do slovenskega zdravstvenega sistema in vlado obtožil, da ima do zdravnikov zaničevalen odnos.

## Odzivi
Zveza društev upokojencev Slovenije se je od protestov oddaljila; protestov ni podprla, zahteve, izražene na protestu, pa označila za nerealne in populistične.